# 蓝花琉璃繁缕
蓝花琉璃繁缕（学名：Anagallis arvensis f. coerulea）为报春花科琉璃繁缕属琉璃繁缕下的一个变型。

## 扩展阅读
- 維基物種上的相關：蓝花琉璃繁缕